# 王越毅
王越毅（1918年12月—1992年1月16日），中华人民共和国政治人物、外交官。
1971年5月28日中华人民共和国与奥地利共和国建交后，开始派遣驻奥地利特命全权大使，王越毅担任首位中华人民共和国驻奥地利大使。1974年，担任中华人民共和国驻肯尼亚大使。1979年，接替卫永清担任中华人民共和国驻土耳其大使。1981年，由周觉接任。